# Louis de Gramont
Ne doit pas être confondu avec Louis de Gramont (dramaturge).
Louis, 6e duc de Gramont (Paris, 29 mai 1689 - Bataille de Fontenoy, 11 mai 1745) est un général français pendant la guerre de Succession d'Autriche.

## Biographie

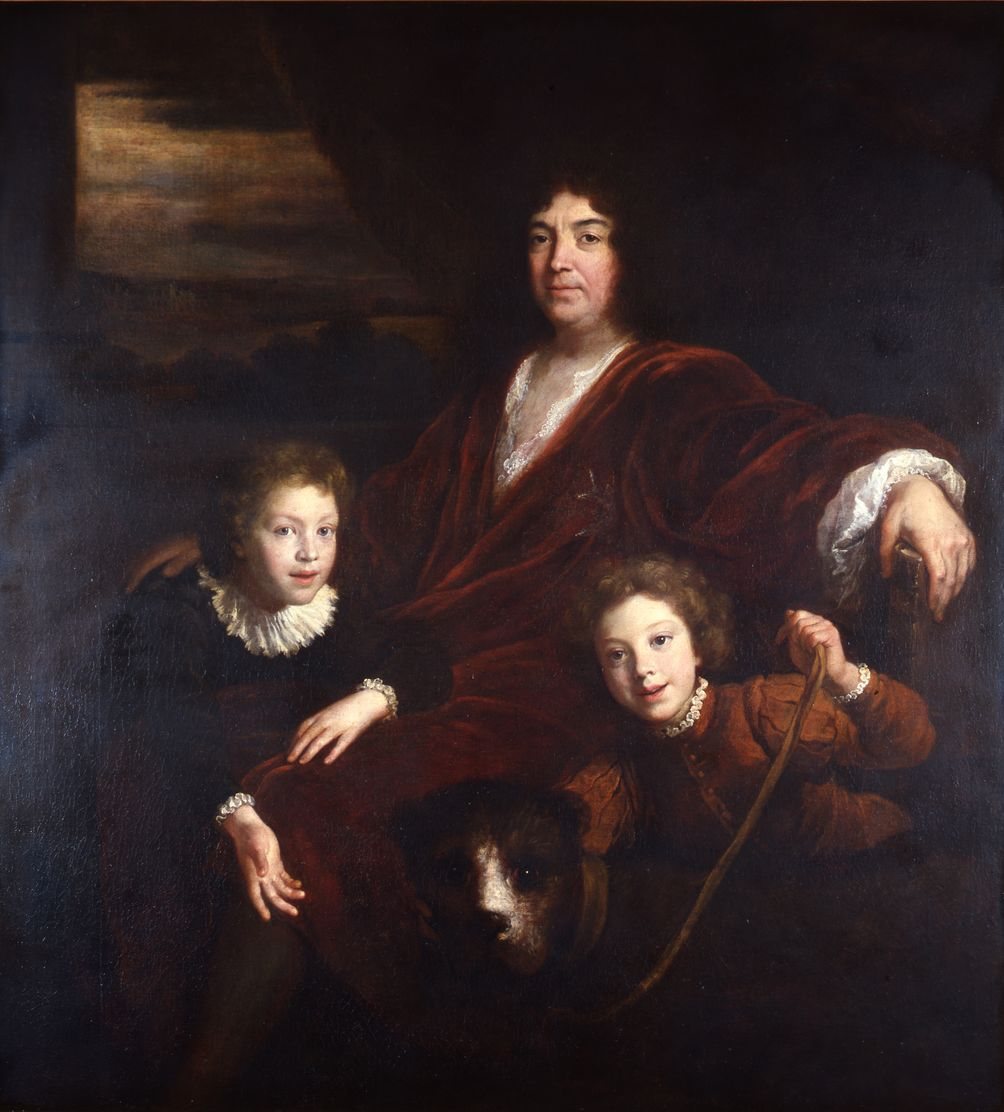
Bon Boullogne, Louis et ses deux fils, Antoine-Antonin et Antoine-Adrien
Huile sur toile (1,45 m x 1,33 m)

Issu de la Maison de Gramont, Louis de Gramont est le fils cadet d'Antoine V de Gramont, 4e duc de Gramont, prince de Bidache, comte de Louvigny et de Guiche, gouverneur et lieutenant général pour le Roi en ses royaume de Navarre et Pays de Béarn, gouverneur des ville et château de Bayonne et de Pau, maréchal de France, et de Marie Christine de Noailles (1672-1748).
Il est le petit-fils d'Antoine IV Charles de Gramont, 3e duc de Gramont, et celui d'Anne-Jules de Noailles, 2e duc de Noailles, maréchal de France.
Il est aussi le neveu de Marie Victoire de Noailles (1688-1766), mariée avec Louis de Pardaillan, marquis de Gondrin, puis en 1723 avec Louis Alexandre de Bourbon, comte de Toulouse, fils légitimé du Roi Louis XIV.
Il entre aux mousquetaires en 1704, à l'âge de 15 ans. il est alors connu sous le titre de comte de Lesparre.
En 1705, il est fait enseigne au régiment des gardes françaises, alors commandé par son père. Il combat sur la Meuse puis, en 1706, à la bataille de Ramillies.
Le 30 mai 1706, il est fait mestre de camp du régiment de dragons de Gramont, qu'il commande à l'Armée de Flandres en 1707, à la bataille d'Audenarde, puis en 1708 au combat de Winandall.
En 1709, il est fait colonel du régiment de Bourbonnais, à la tête duquel il sert à la Bataille de Malplaquet, puis en 1712 au siège de Douai et à celui du Quesnoy.
En 1713, il passe à l'armée du Rhin et sert au siège de Fribourg.
En 1718, il achète en Sologne les terres et seigneuries de Vouzon et La Motte Beuvron, que l'aîné de ses fils vendra en 1765.
Au sacre de Louis XV, à Reims le 20 octobre 1722, il a la faveur d'être l'un des deux gentilshommes choisis pour tenir le manteau du Roi.
En 1727, il met fin à sa carrière militaire, mais demande à reprendre du service en 1733, lors de la guerre de succession de Pologne.
En 1734, il est promu maréchal de camp.
Employé en cette qualité à l'Armée du Rhin, il sert au siège de Philippsbourg.
En 1735, il est fait directeur général de l'Infanterie et sert à l'Armée d'Italie, où il contribue à la prise des châteaux de Gonzague, de Reggiolo et de Revere.
En 1738, il est promu lieutenant-général des armées du Roi.
Très présent avec son épouse à la Cour à cette époque, tous deux font partie d'un petit cercle de proches du Roi, de la Reine et des sœurs Mailly Nesle.
A la mort de son frère aîné Antoine VI de Gramont, en 1741, il devient le 6e duc de Gramont, et obtient aussi le commandement du régiment des Gardes françaises et des gouvernements de Navarre et de Béarn. En août 1742, il reçoit le commandement de Lille.
Engagé en juin 1743 comme officier général, et colonel du régiment des Gardes françaises, dans la guerre de Succession d'Autriche, Louis de Gramont fait preuve d'une initiative funeste pour son camp lors de la bataille de Dettingen : alors que son oncle le maréchal de Noailles était parvenu à prendre dans la nasse l'armée austro-britannique, et s'apprêtait à l'anéantir grâce aux pièces d'artillerie qui fermaient les deux issues du défilé du Main, Gramont, fort de 23 000 hommes, devait garder un des deux passages. Impatienté au bout de six heures d'attente et sans ordre précis du maréchal de Noailles, il lança une attaque en masse contre un ennemi qui n'avait plus rien à perdre, contraignant l'artillerie française à interrompre son bombardement. Il fut repoussé au-delà du Main, ouvrant aux coalisés la route d'Hanau et les sauvant d'un anéantissement certain.
A partir d'avril 1744, il sert à l'Armée de Flandres, à nouveau sous le commandement du maréchal de Noailles, son régiment participe à la prise de Courtrai et à celle de Menin, avant de contribuer à la prise d'Ypres, puis à celle de Furnes. La contre-attaque des Autrichiens en Alsace conduit le Roi à y envoyer l'Armée de Flandres en août 1744. Louis XV rejoint alors son armée à Metz, où il tombe malade. Après une contre-offensive, les troupes autrichiennes sont finalement repoussées au delà du Rhin et le régiment des Gardes françaises prend Fribourg le 7 novembre, sous les yeux du Roi.
Après la rituelle pause hivernale, le régiment des Gardes françaises est à nouveau engagé en avril 1745 dans l'Armée de Flandres. Le 11 mai s'engage, en présence de Louis XV, la bataille de Fontenoy, où Gramont est tué par un boulet de canon.
Ayant l'intention de lui conférer le bâton de maréchal de France, le Roi ordonne que ses obsèques, célébrées à Lille, se déroulent selon le cérémonial attaché à la dignité de maréchal de France.
L'aîné de ses fils lui succède comme 7e duc de Gramont.

### Distinction
- chevalier des Ordres du Roi (1728)

### Mariage et descendance
Il épouse le 11 mars 1720, Geneviève de Gontaut Biron (1696 - Paris, 15 janvier 1756), fille de Charles Armand de Gontaut-Biron, marquis puis duc (1723) de Biron, maréchal de France en 1734, et de Marie Antoinette de Bautru Nogent. Dont trois enfants : 
- Marie Chrétienne Christine de Gramont, dame du Palais de la Reine Marie Leszczynska (15 avril 1721 - Paris, 1790), mariée en 1732 avec Yves Marie de Récourt de Licques, dit de Lens, comte de Rupelmonde, capitaine au régiment d'infanterie d'Alsace, puis colonel à la suite de ce régiment, colonel du régiment d'Angoumois (1734), maréchal de camp (1743) (21 décembre 1707 - tué à la bataille de Pfaffenhofen, 21 avril 1745). Sans postérité, sa veuve se fit en 1751 religieuse carmélite à Paris[4].

- Antoine VII de Gramont, 7e duc de Gramont, prince de Bidache, pair de France (Paris, 19 avril 1722 - Compiègne, 17 avril 1801), marié trois fois, dont postérité éteinte ;
- Antoine-Adrien-Charles de Gramont, comte d'Aster, maréchal des camps et armées du Roi (22 juillet 1726 - Bayonne, 22 septembre 1762), marié en 1748 avec Marie Louise Sophie de Faoucq. Dont postérité qui continue la lignée des ducs de Gramont.